# Горев, Алексей Ильич
Алексей Ильич Горев (1922—1994) — участник Великой Отечественной войны, наводчик орудия 353-го гвардейского истребительно-противотанкового артиллерийского полка (8-го гвардейского механизированного корпуса, 1-й гвардейской танковой армии, 1-го Украинского фронта), гвардии красноармеец. Герой Советского Союза.

## Биография
Родился 15 января 1922 года в с. Шимск (ныне — в Новгородской области) в семье крестьянина.
Образование среднее. Работал на Коношском маслозаводе в Архангельской области.
В Красную Армию был призван в августе 1943 года, а в ноябре этого же года — направлен на фронт. Сражался на Орловско-Курской дуге, участвовал в освобождении Киева и Житомира.
Наводчик орудия 353-го гвардейского истребительно-противотанкового артиллерийского полка комсомолец гвардии рядовой Алексей Горев отличился в боях за удержание плацдарма на левом берегу реки Сан в районе г. Ярослав (Польша) С 23 по 25 июля 1944 года артиллеристы отразили 5 контратак танков и пехоты противника. Расчёт орудия уничтожил 8 танков, подбил штурмовое орудие.
Продолжая боевой путь, он поражал врага метким огнём на Висле и Одере. Тринадцатый по счёту танк Алексей Горев подбил в Берлине, будучи наводчиком самоходной установки. Это было в конце апреля 1945 года.
После войны Горев был демобилизован и возвратился на родину, работал в Шимске. В августе 1951 года вновь был призван в Советскую Армию. В 1954 году окончил курсы усовершенствования офицерского состава, а в 1957 — Центральные автотракторные офицерские курсы. Член КПСС с 1956 года.
С 1972 года майор Горев — в запасе. Жил в Ленинграде (Санкт-Петербурге). 
Умер 17 января 1994 года. Похоронен на Волковском православном кладбище.

## Награды
- Звание Героя Советского Союза присвоено 23 сентября 1944 года.
- Награждён орденами Ленина, Отечественной войны 1 степени и Красной Звезды, а также медалями.

## Память
- В 2011 году на основании решения Думы Шимского муниципального района средней школе посёлка Шимск было присвоено имя Героя Советского Союза А. И. Горева[3].